# Balam Jaya (Tambang)
Balam Jaya is een bestuurslaag in het regentschap Kampar van de provincie Riau, Indonesië. Balam Jaya telt 1141 inwoners (volkstelling 2010).